# Kaiserberg (Šluknovská pahorkatina)
Kaiserberg (česky doslovně Císařský vrch) je zalesněný hřbet s nadmořskou výškou 495 m, který se nachází na území velkého okresního města Sebnitz v zemském okrese Saské Švýcarsko-Východní Krušné hory v Sasku.

## Charakteristika
Nachází se v Sebnitzském lese na severním okraji Saského Švýcarska, z geomorfologického hlediska však náleží k německé části Šluknovské pahorkatiny (Lausitzer Bergland) a její mesogeochoře Jihozápadní hornolužická vrchovina (Südwestliches Oberlausitzer Bergland). Ze západu na Kaiserberg navazuje Buchberg (460 m) a z východu až severu Tanečnice (599 m). Geologické podloží tvoří střednězrnný lužický granodiorit. Převládajícím půdním typem je podzolová kambizem, kterou v údolí mezi Kaiserbergem a Tanečnicí doplňují glej a pseudoglej. Kaiserberg náleží k povodí Sebnice a úmoří Severního moře. Při severním úpatí protéká potok Mannsgraben. Vrch je součástí Evropsky významné lokality Sebnitzer Wald und Kaiserberg. V lesním porostu převládá monokultura smrku ztepilého (Picea abies). Přes vrchol vede žlutě značená turistická stezka pro pěší směřující k hraničnímu přechodu do České republiky, který leží na východním úpatí v sedle mezi Kaiserbergem a Tanečnicí asi 400 metrů od vrcholu. Stezka (Ilse-Ohnesorge-Weg) spolu s kamenným mořem (Ilse-Ohnesorge-Steine) na vrcholu kopce jsou pojmenované podle místní malířky krajin Ilse Ohnesorge (1866–1937). Po severním svahu vede k vrcholu nevyužívaná lanovka s lyžařskou sjezdovkou, stejným směrem je od vrcholu kopce možný výhled.

## Galerie

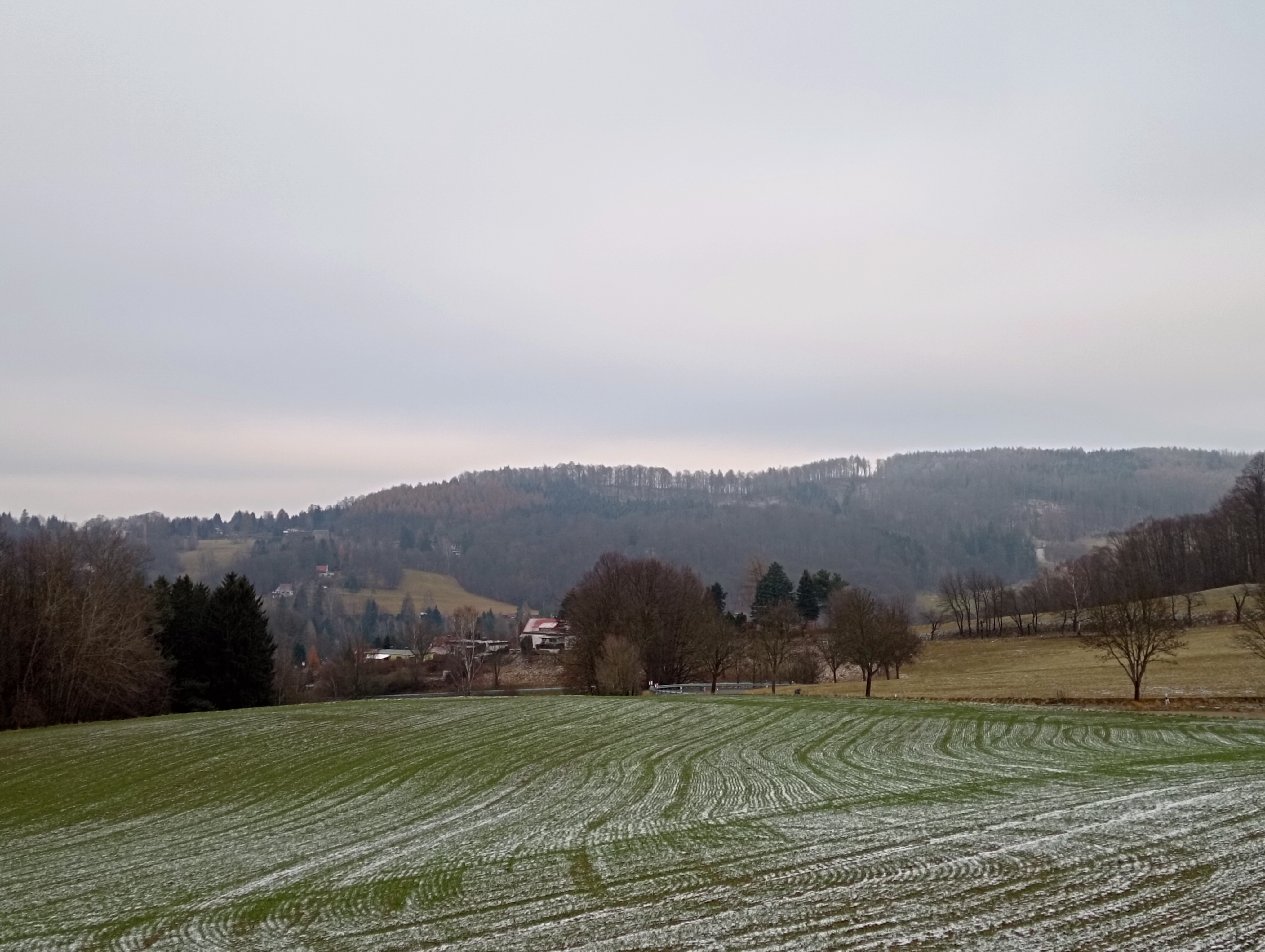
Buchberg (vlevo) a Kaiserberg (vpravo)
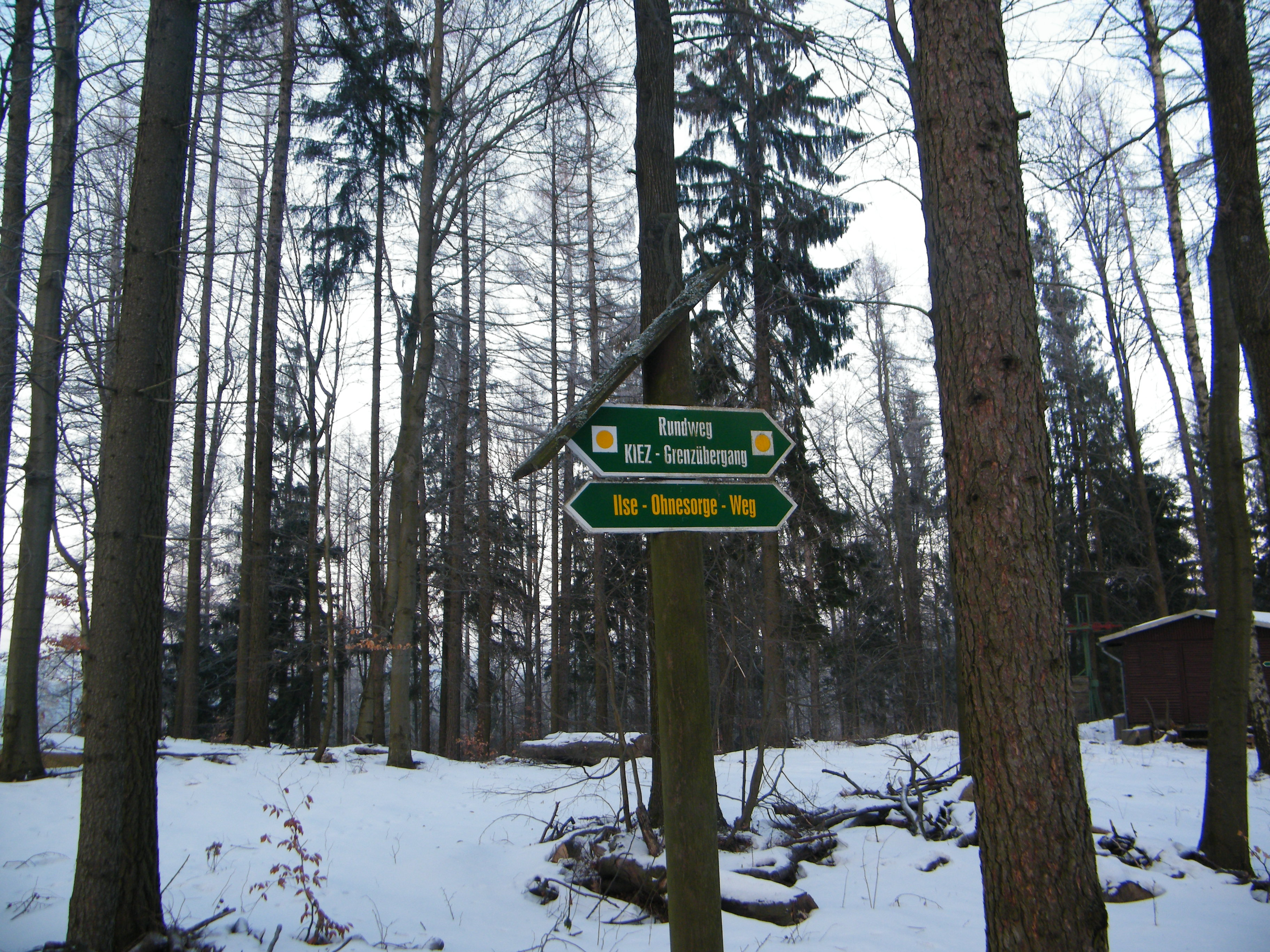
Turistický rozcestník
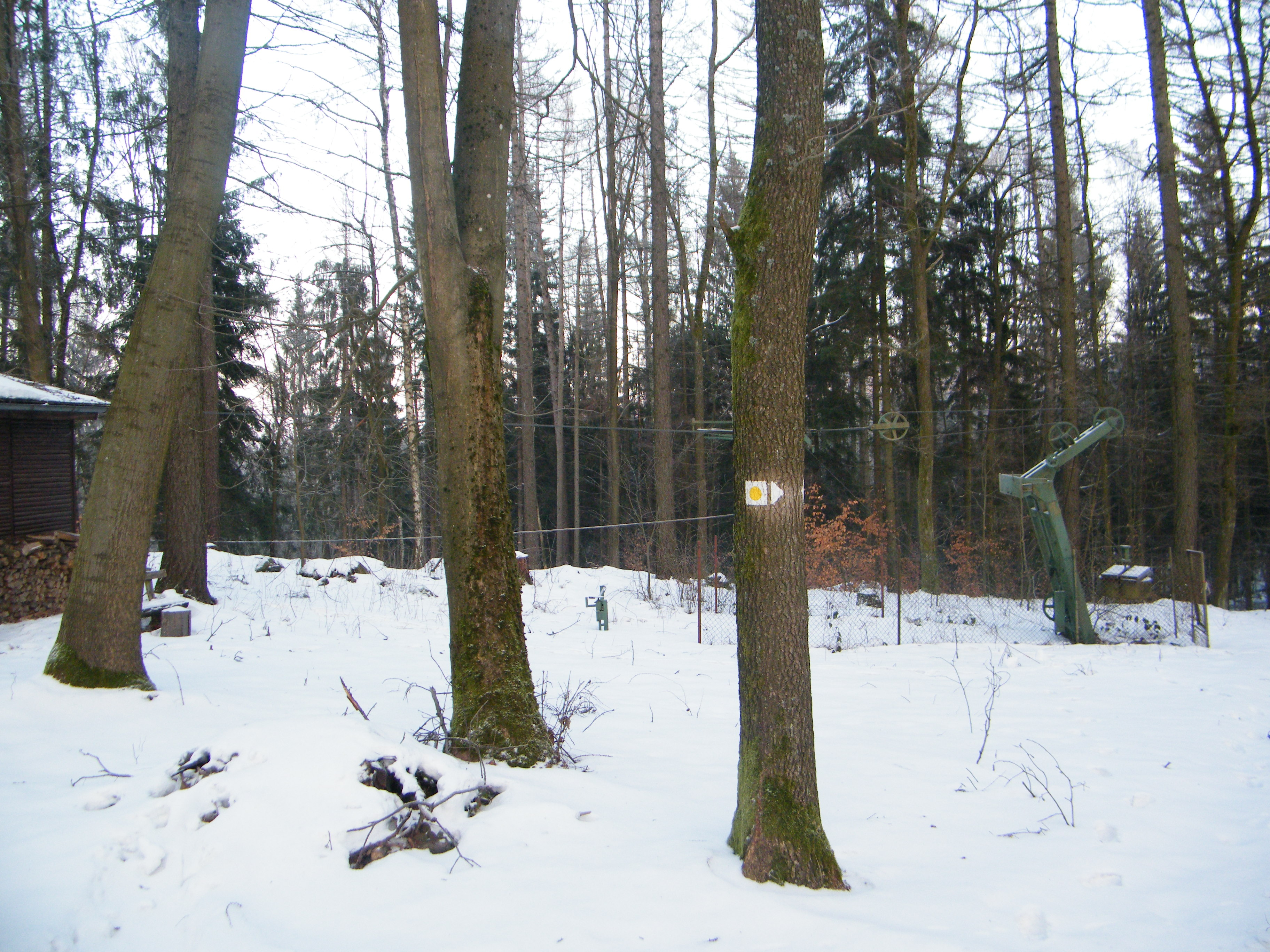
Lanovka na Kaiserberg
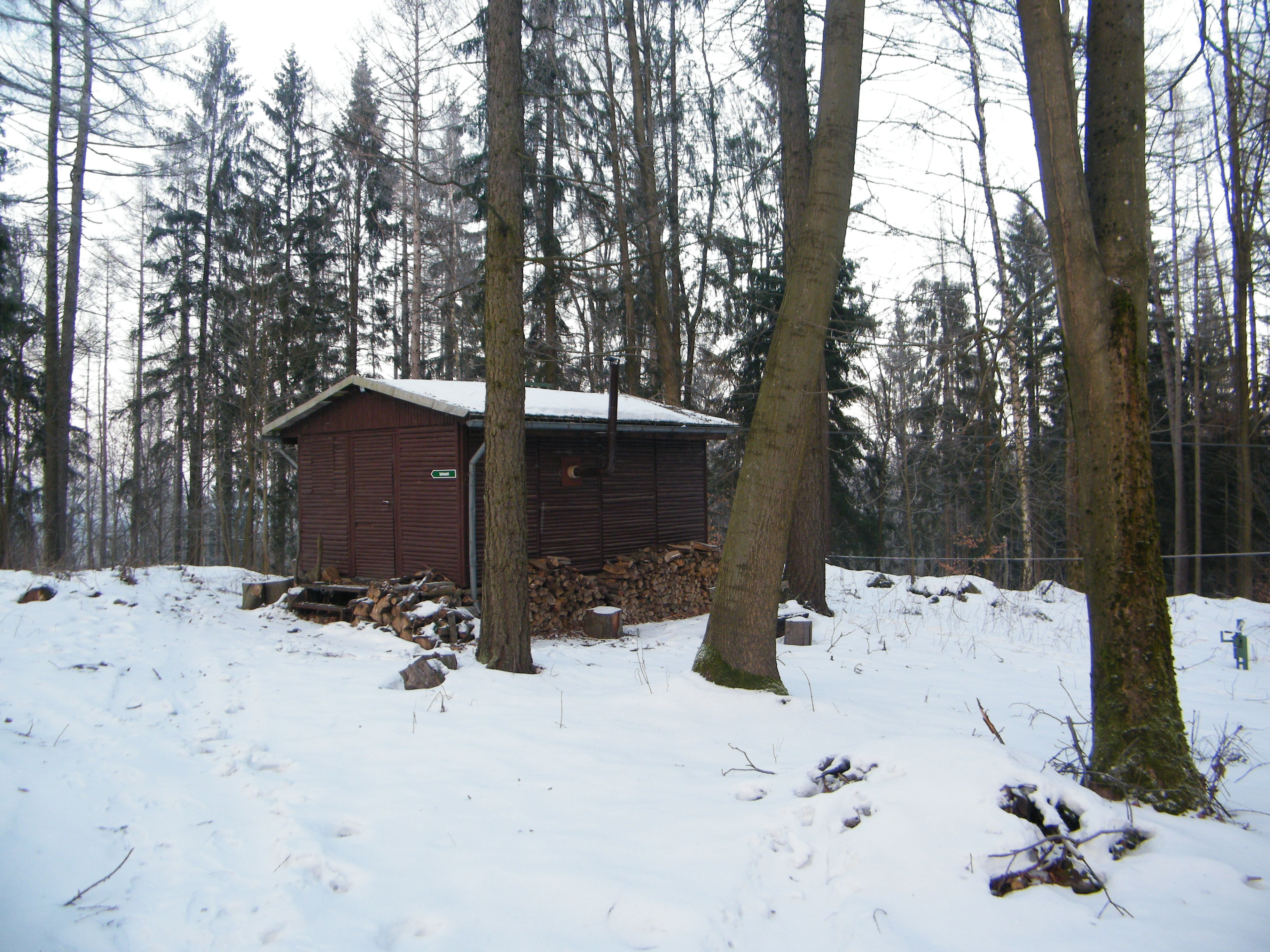
Bouda u lanovky